# Княжий палац мелікства Дізака
Княжий палац мелікства Дізака або Палац меліка Єгана (вірм. Մելիք եգանի ապարանք) — палац в селі Тог Гадрутського району Нагірно-Карабаської Республіки. Тут жили вірменськ меліки Дізакського князівства Арцаху Єгани. Сьогодні в цьому палаці живе мелік Олександр Єганян, нащадок мілкського роду Єганів. Основоположником роду є мелік Єган, син вардапета Гукаса, титул меліка він отримав у 1737 році.

## Історія
Палац Меліків Дізаку представляє з себе цікавий архітектурний ансамбль. Він знаходиться в центрі села Тог і має прямокутну форму (у ширину 38 метрів, в довжину 13,24 м).
У північній і південно-східній частинах палацу видно останки стін будівель, що виходять за периметр стін фортеці. Дані вивчення місцевості навколо палацу і самого палацу дозволяють зробити висновок про те, що на місці цього комплексу існували більш ранні споруди. Судячи з його формі він складався поступово, про це свідчать також епіграфічні написи.
Незважаючи на деякі зміни мелікська частина палацу практично не змінилася. Вітальні і житлові приміщення побудовані у трьох місцях, лицьовою стороною вони звернені до двору і зв'язуються один з одним фортечними стінами. На північно-східній частині комплексу знаходиться двоповерхова будівля. На першому поверсі дві зали, на другому кімната з балконом. Нижній кімнати представляють із себе склепінні кам'яні зали, вони мають по вікну, кам'яні дверні наличники, а також інші ніші. Це найраніші споруди.
У західній частині палацового комплексу знаходиться будівля з фасадом з акуратно відтісаного білого каменю з балконом і колонами. Стіни нижнього поверху будівлі за винятком східної, вдають із себе продовження фортечних стін. Балкон був за сумісництвом сценою двору комплексу. На нижньому поверсі знаходяться каміни і глибокі ніші. Основний вхід в будівлю знаходиться на західній стороні, також є ще два входи зі сходу.
Вітальня палацу розташована над парадним входом і стоїть вище інших будов. З її балкона відкривається вид на ущелину Тога.
Палацовий комплекс меліка Єгана являє собою найкращий приклад цивільного будівництва того часу.

## Галерея

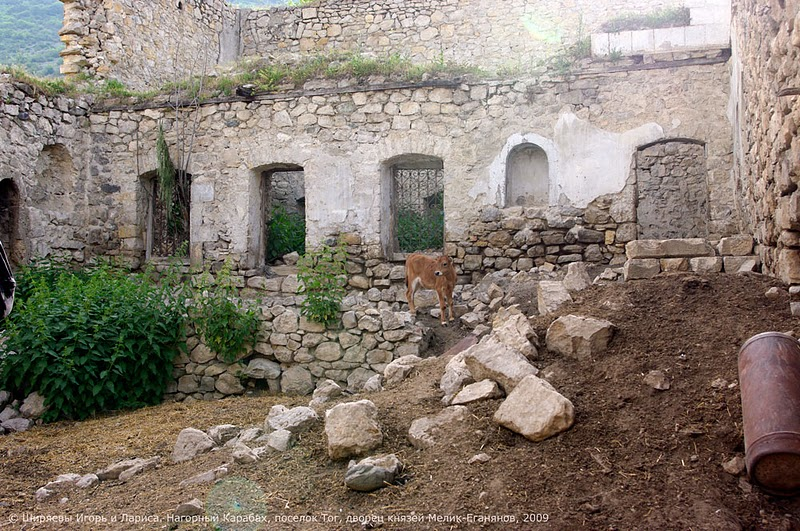
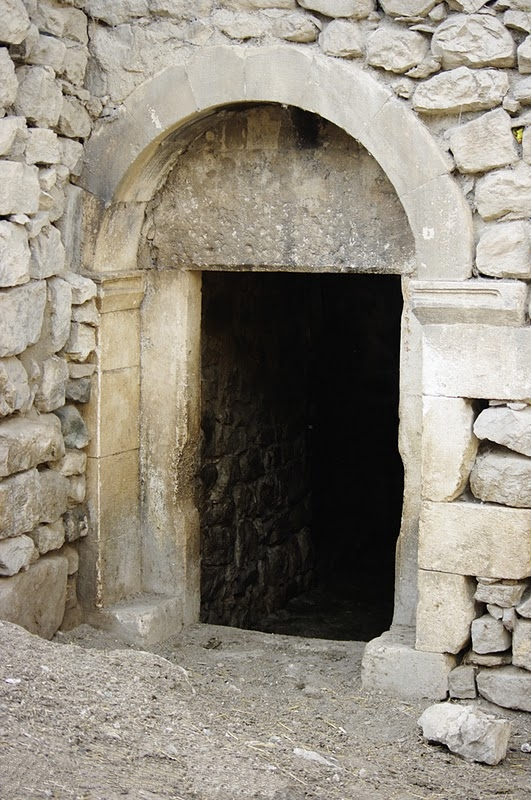
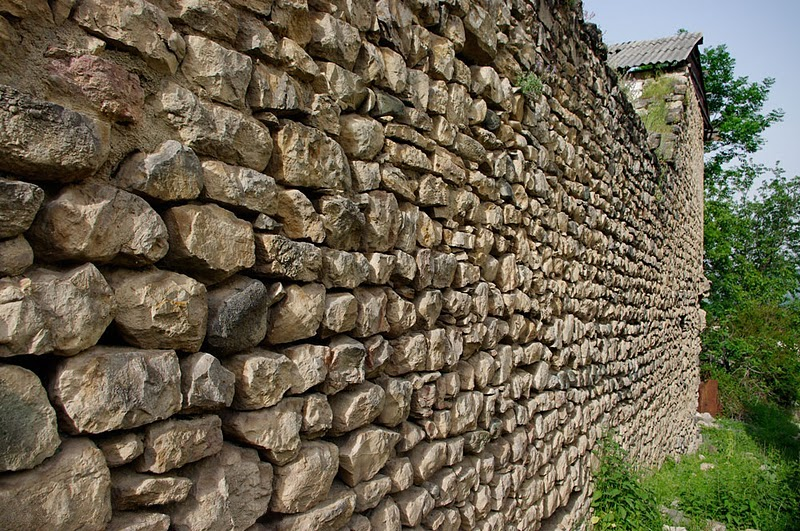
Наружні фортечні стіни
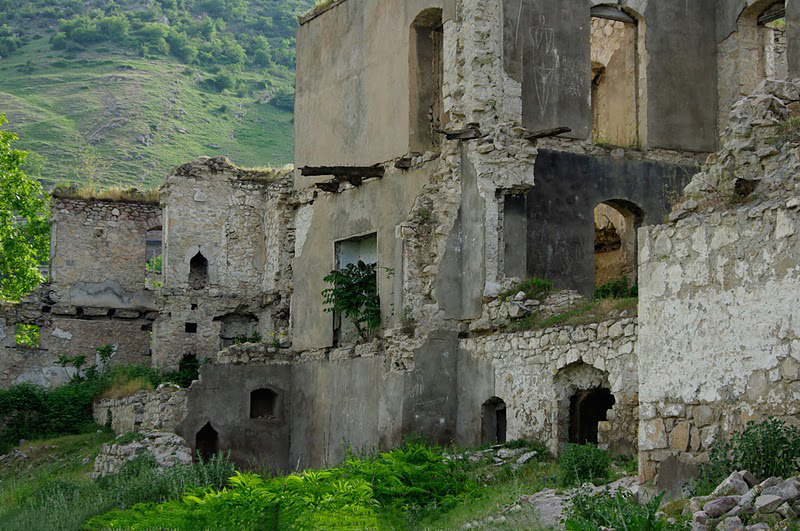
Зруйнована частина палацу
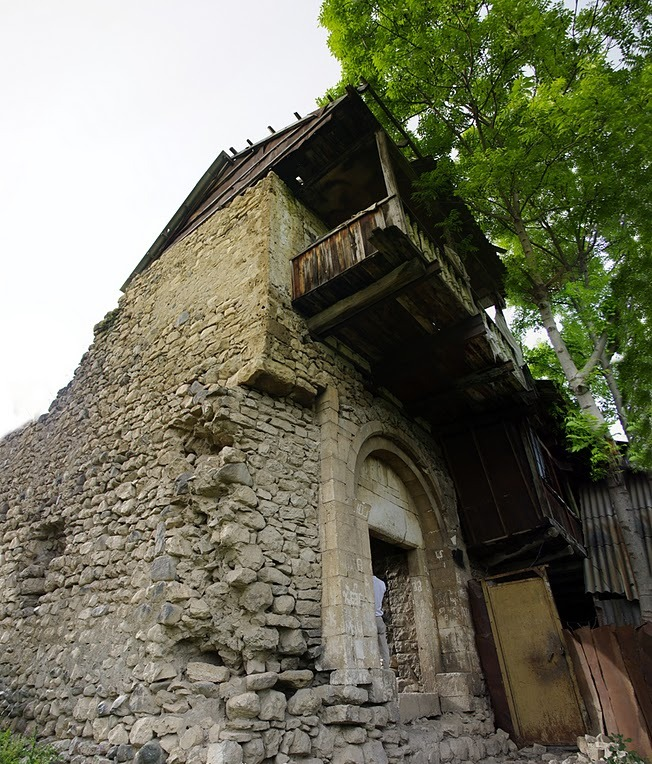
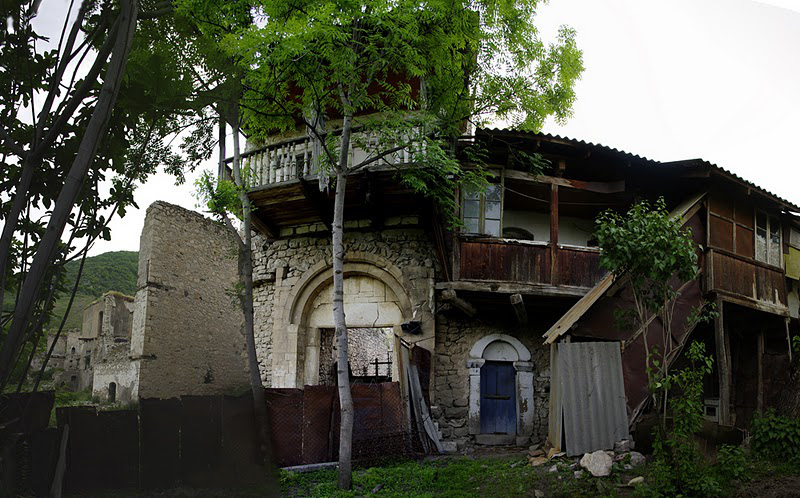